# Gruppchatten
Gruppchatten är en svensk pratshow på SVT som producerades 2023. Serien hade premiär på SVT Play den 7 mars 2023, och visas två gånger i veckan, på tisdagar och torsdagar. Serien hade premiär på SVT2 den 11 mars 2023. Gruppchatten vänder sig till unga och behandlar ämnen som intresserar dem.
Den första säsongen består av 30 avsnitt.

## Medverkande
Programledare för serien är Batoul Raad och Kaeli Abdi, och under säsong 1 kommer bland annat Måns Zelmerlöw, Fröken Snusk och allsvenska spelare delta.